# TOP 09
TOP 09 ist eine politische Partei in Tschechien, die im Juni 2009 vom ehemaligen Vorsitzenden der KDU-ČSL, Miroslav Kalousek gegründet wurde. Das Kürzel TOP steht für tradice, odpovědnost, prosperita („Tradition, Verantwortung, Prosperität“). Die TOP 09 versteht sich programmatisch als konservative Mitte-rechts-Partei, wobei sie populistischen Forderungen eine deutliche Absage erteilt. Unter Führung von Karel Schwarzenberg war sie in der Legislaturperiode von 2010 bis 2013 drittstärkste Kraft. Seither hat sie an Bedeutung verloren.

## Geschichte

### Gründung
Kalousek, der diesen Schritt bereits seit dem Sturz der Regierung Topolánek II im März 2009 erwogen hatte, vollzog die Gründung unmittelbar nach der Wahl Cyril Svobodas, eines Vertreters des linken Flügels, zum neuen Vorsitzenden der in der Mitte zwischen den beiden großen Parteien stehenden KDU-ČSL (Christliche und Demokratische Union – Tschechoslowakische Volkspartei). Zahlreiche Vertreter des rechten Flügels, darunter u. a. die ehemalige Verteidigungsministerin Vlasta Parkanová, verließen daraufhin ebenfalls die KDU-ČSL und schlossen sich der TOP 09 an.
Zudem konnte mit František Laudat auch ein Abgeordneter aus der größeren Demokratischen Bürgerpartei ODS zum Übertritt gewonnen werden. Auch Außenminister Karel Schwarzenberg, der als einer der beliebtesten Politiker Tschechiens galt und zuvor Mitglied der Občanská demokratická aliance (Bürgerallianz) war bzw. danach die Partei der Grünen unterstützte, schloss sich der neuen Partei an. Er wurde bei der Parteigründung im Juni 2009 zum ersten Vorsitzenden der Partei gewählt.
Vor den vorgezogenen und durch das Verfassungsgericht schließlich gestoppten Parlamentswahlen 2009 ging die Partei TOP 09 ein Bündnis mit der Bewegung Starostové a nezávislí (Bürgermeister und Unabhängige) ein, das sich in der Gestaltung des neuen Parteilogos widerspiegelte (mit dem Zusatz S podporou Starostů – „mit der Unterstützung der Bürgermeister“).

### Regierungsbeteiligung 2010

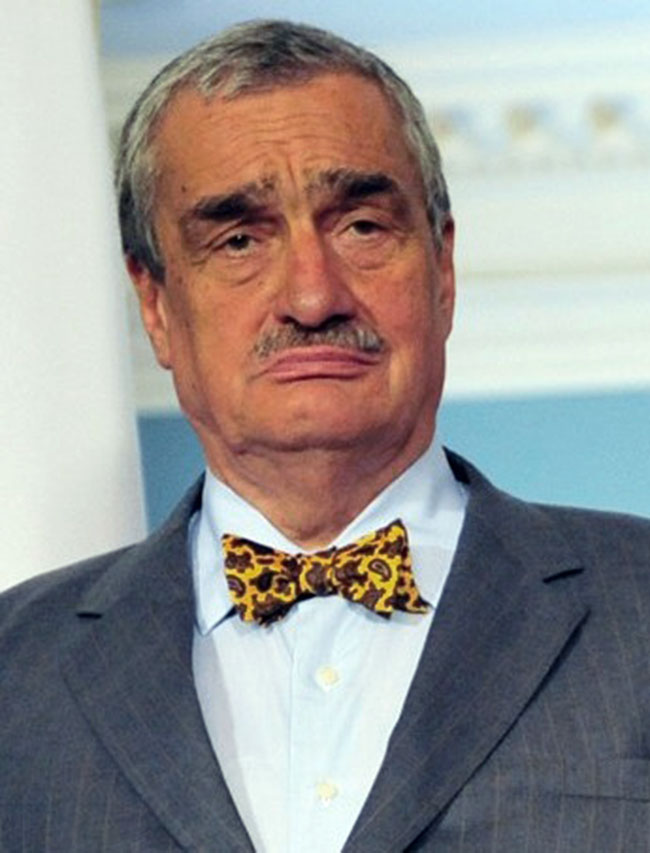
Karel Schwarzenberg führte die Partei von 2009 bis 2015

Bei der Parlamentswahl 2010 erhielt die Partei 16,7 % der Stimmen (entspricht 41 Sitzen im Abgeordnetenhaus). Die Partei stellte in der seit Juli 2010 amtierenden Mitte-rechts-Regierung Nečas (ODS, TOP09, Věci veřejné) die Minister Karel Schwarzenberg (Außenminister und Vize-Ministerpräsident), Miroslav Kalousek (Finanzen),
Jaromír Drábek (Arbeit und Soziales), Leoš Heger (Gesundheit) und Jiří Besser (Kultur), der im Dezember 2011 nach Korruptionsvorwürfen durch die parteilose Alena Hanáková ersetzt wurde. Arbeitsminister Drábek trat Ende Oktober 2012 zurück, nachdem sein Stellvertreter wegen Korruptionsvorwürfen verhaftet worden war. Ihm folgte die ehemalige Senatorin Ludmila Müllerová. Die Regierungsbeteiligung der TOP 09 endete im Juli 2013 nach dem Rücktritt Nečas' vom Amt des Ministerpräsidenten.

### Präsidentschaftswahlen 2013
Bei den Präsidentschaftswahlen 2013 trat für die TOP 09 ihr Vorsitzender Karel Schwarzenberg an. Obwohl er in den Umfragen nicht zu den Favoriten gezählt wurde, lag er mit 23,4 % im ersten Wahlgang nur knapp hinter Miloš Zeman. In der Stichwahl gewann jedoch Zeman mit 54,8 % zu 45,2 %.

### Parlamentswahl 2013
Bei den vorgezogenen Abgeordnetenhauswahlen 2013 trat die Partei wieder mit Karel Schwarzenberg als Spitzenkandidat an. Die TOP 09 verlor zwar 4,71 % und kam nur noch auf 11,99 % bzw. 26 von 200 Mandate. Dennoch wurde sie vom Wähler weitaus weniger abgestraft als die vorherigen Partner in der Mitte-rechts-Regierung Nečas.

### Europawahl 2014
Zur Europawahl in Tschechien 2014 trat die TOP 09 mit Luděk Niedermayer als Spitzenkandidaten an. Obgleich die Meinungsumfragen für die Europawahl der TOP 09 ein Ergebnis zwischen 8 % und 14 % prophezeiten, konnte die Partei mit 15,95 %, nur knapp hinter der favorisierten und erstplatzierten ANO 2011, ein überraschend starkes Ergebnis einfahren. Die TOP 09 konnte dabei unter anderem die sozialdemokratische Regierungspartei ČSSD und die kommunistische KSČM überholen.
Auf dem 4. Parteitag von TOP 09 am 28. November 2015 löste Miroslav Kalousek Karel Schwarzenberg als Parteivorsitzenden ab, der aus Altersgründen nicht mehr kandidiert hatte. Schwarzenberg wurde aber in das Amt des Ehrenvorsitzenden gewählt.

### Parlamentswahl 2017
Bei der Abgeordnetenhauswahl in Tschechien 2017 am 20. und 21. Oktober 2017 erhielt die Partei 5,31 Prozent der Stimmen, deutlich weniger als 2013. Miroslav Kalousek kündigte daraufhin seinen Rückzug vom Parteivorsitz an. Am 26. November 2017 wählten die Delegierten den ehemaligen Justizminister und Europaabgeordneten Jiří Pospíšil zum neuen Vorsitzenden. Nach zwei Jahren kandidierte Pospíšil nicht erneut für den Vorsitz. Der Parteitag wählte daraufhin die bisherige 1. Vizevorsitzende und Nationalratsabgeordnete Markéta Pekarová Adamová zur neuen Vorsitzenden. Sie setzte sich mit 96 von 177 Stimmen (53,9 %) gegen den Senator Tomáš Czernin durch. Czernin wurde anschließend zum 1. Vizevorsitzenden gewählt.

### Parlamentswahl 2021
Zur Abgeordnetenhauswahl in Tschechien 2021 trat die Partei im Wahlbündnis SPOLU an und erhielt 14 Sitze im Abgeordnetenhaus. Pekarová Adamová wurde im November 2021 als Parteivorsitzende bestätigt. Seit dem 10. November 2021 amtiert sie darüber hinaus aus Präsidentin des Abgeordnetenhauses.
Nachdem sich ODS, KDU-ČSL, STAN, Piráti und TOP 09 auf die Bildung einer Koalition geeinigt haben, ist die Partei seit dem 17. Dezember 2021 Teil der Regierung Petr Fiala und stellt zwei Minister im Kabinett.